# Knut Killander
Carl Fredrik Knut Killander ( i riksdagen kallad Killander i Göteborg), född 25 augusti 1854 i Svenarums församling, Jönköpings län, död 8 maj 1925 i Hedvig Eleonora församling i Stockholm, var en svensk maskindirektör och riksdagsman.
Killander avlade examen vid Teknologiska institutet 1874 och var nivellör vid statens järnvägsbyggnader 1874–1875. Han var distriktschef vid Statens järnvägstrafik 1905–1909. 
Killander var ledamot av riksdagens andra kammare 1903–1905 för Göteborgs stads valkrets. Han blev riddare av Vasaorden 1892 och av Nordstjärneorden 1900.
Knut Killander var son till Johan Fredrik och Henriette Killander, född Gyllenhaal, samt farbror till Ernst Killander. Han var far till Lennart, Erik och Fredrik Killander. Knut Killander är begraven i en familjegrav på Norra begravningsplatsen utanför Stockholm.